# Antoine Revoy
Antoine Revoy es un autor e ilustrador francés. Es el creador de las novelas gráficas de historias de terror ANIMUS (originalmente tituladas The Playground) y Ghost Notes, publicadas por First Second Books. Revoy está casado con la ilustradora Kelly Murphy.

## Primeros años
Revoy nació en París, Francia y se crio en Tokio, Japón, después de lo cual su familia se mudó a la Ciudad de México, México. Cuando tenía dieciséis años, el editor de manga japonés Weekly Morning lo contactó para crear cómics, pero optó por asistir a la universidad. Se graduó de la Escuela de Diseño de Rhode Island con una Licenciatura en Bellas Artes en Cine/Animación/Video en 1999.

## Carrera
Revoy comenzó su carrera como diseñador en Dublín, Irlanda y París, Francia. Después de mudarse a los Estados Unidos, comenzó a trabajar como ilustrador, creando obras de arte para el libro de capítulos de historias de terror Haunted Houses escrito por Robert D. San Souci. Revoy ha creado ilustraciones editoriales para The New York Times y Der Spiegel, ganando premios de la Society of Illustrators, American Illustration, PRINT Magazine, Spectrum y medallas de oro de la Sociedad de Ilustradores de Los Ángeles y Graphis. Enseña en su alma mater, la Escuela de Diseño de Rhode Island (RISD), donde ha sido distinguido como RISD Illustration ICON, y es asesor de tesis de Maestría en Bellas Artes en la Escuela de Artes Visuales de Nueva York.